# Itaquara
Itaquara is een gemeente in de Braziliaanse deelstaat Bahia. De gemeente telt 7.743 inwoners (schatting 2009).